# Wera Fjodorowna Komissarschewskaja

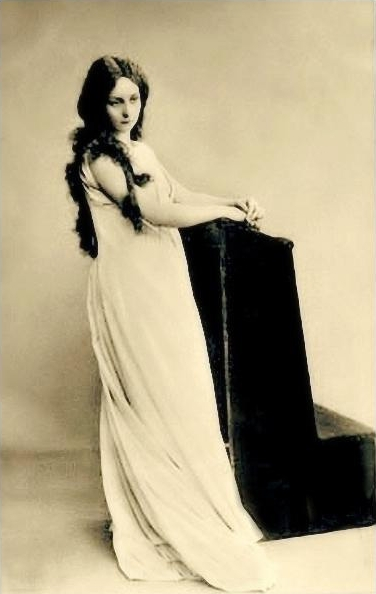
In der Rolle der Desdemona

Wera Fjodorowna Komissarschewskaja (russisch Вера Фёдоровна Комиссаржевская; * 27. Oktoberjul. / 8. November 1864greg. in Sankt Petersburg; † 10. Februarjul. / 23. Februar 1910greg. in Taschkent) war die bekannteste russische Schauspielerin um die Jahrhundertwende vom 19. zum 20. Jahrhundert.

## Leben

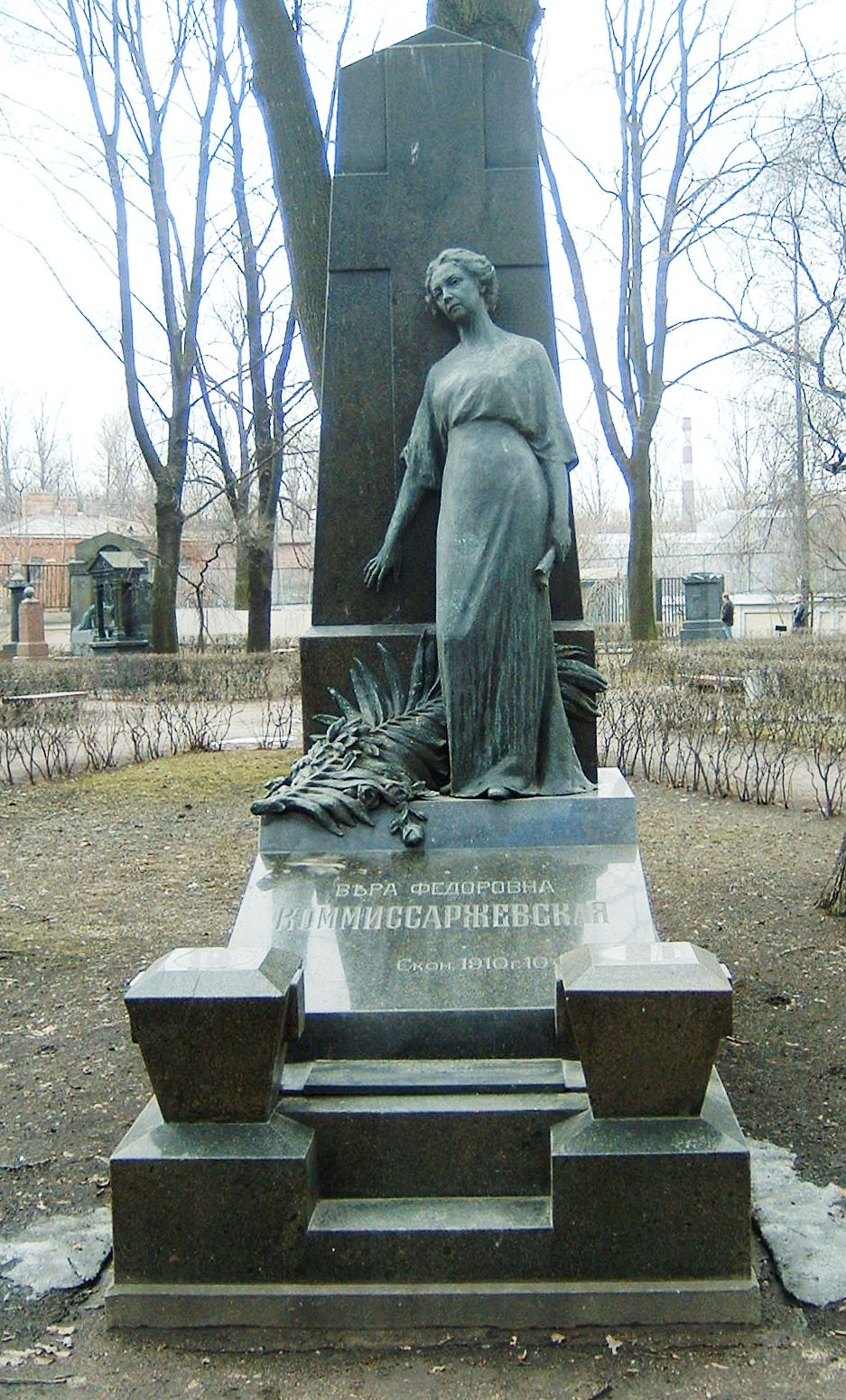
Ihr Grab (Skulptur von Marija Lwowna Dillon) auf dem Tichwinskoje-Friedhof in St. Petersburg

Wera Fjodorowna Komissarschewskaja war die Tochter vom Fjodor Komissarschewski, einem Tenor am Mariinski-Theater, und die Schwester von Theodor Komissarschewski, der ein bekannter Theaterdirektor war. Mit 19 Jahren heiratete sie den Grafen Murawjow, behielt aber ihren Familiennamen bei. 
Seit 1896 spielte sie am Alexandrinski-Theater in St. Petersburg. Ihren größten Triumph hatte die mit der Rolle der Nina Zaretschnaja bei der Premiere von Tschechows Die Möwe, obwohl die Premiere ein spektakulärer Misserfolg für Tschechow war.
1904 gründete sie ihr eigenes Theater, das sich als sehr erfolgreich darin erwies, die Ideen des Russischen Symbolismus unter der Aristokratie zu verbreiten. Das Theater wurde 1906 von Wsewolod Meyerhold geleitet, aber seine eigenwilligen Vorstellungen führten im darauffolgenden Jahr zum Bruch mit ihr.
Wera Komissarschewskaja starb 1910 auf einer Tournee in Zentralasien an den Pocken. Ihr Tod veranlasste beispielsweise Alexander Blok zu einigen Gedichten.

## Würdigungen
Theater in St. Petersburg und in Nowotscherkassk, (Dramen- und Komödientheater W.F. Komissarschewskaja) tragen heute ihren Namen.
1980 erschien der von Wiktor Fjodorowitsch Sokolow gedrehte Film Я - актриса (Ja - aktrisa) über Komissarschewskajas Leben. Sie wurde darin von Natalja Petrowna Saiko dargestellt.